# 出类8萃
《出类8萃》是日本偶像男子组合关西杰尼斯8的第二张精选辑，由无限唱片在日本发行；同时其非日本的海外地区发行由索尼音乐娱乐负责。目前该精选辑已于2018年5月30日在日本上架，随后也在6月29日于台湾上架销售。

### 脚注
1. 1 2 3  中文译名参见台湾索尼唱片官网介绍页面。

### 出典
1. 1 2  . 淘兒唱片.   [2018-08-17]. （原始内容存档于2018-08-17） （日语）.
2. 1 2  . NiusNews.   [2018-08-17]. （原始内容存档于2018-08-17） （日语）.
3. ↑  . Oricon.   [2018-08-17]. （原始内容存档于2018-08-17） （日语）.
4. ↑  . Oricon.   [2018-08-17]. （原始内容存档于2018-06-13） （日语）.
5. ↑  . 公告牌.   [2018-08-17]. （原始内容存档于2019-09-12） （日语）.
6. ↑  . 公告牌.   [2018-08-17]. （原始内容存档于2019-05-15） （日语）.
7. ↑  . HMV.   [2018-08-17]. （原始内容存档于2022-05-07） （日语）.
8. ↑  . 淘儿唱片.   [2018-08-17]. （原始内容存档于2018-07-15） （日语）.
9. ↑  . Oricon.   [2018-08-17]. （原始内容存档于2020-10-30） （日语）.
10. ↑  . 公告牌.   [2018-08-17]. （原始内容存档于2019-09-13） （日语）.
11. ↑  . 日本唱片协会.   [2018-08-17]. （原始内容存档于2015-11-05） （日语）.